# 李克农
李克农（1899年9月15日—1962年2月9日），前名震中，安徽巢县烔炀镇（现安徽巢湖市烔炀镇）中李村人，中国人民解放军上将。
李克农早年在上海从事中共地下工作，被称为是“龙潭三杰”之一。在中央苏区任红一方面军政治保卫局局长，长征到达陕北后，参与国共谈判。抗日战争时期，在国统区从事统战工作，后任中共中央社会部副部长。国共内战时期，任中共中央社会部部长，长期负责情报工作。中华人民共和国成立后，任中华人民共和国外交部副部长、中国人民解放军副总参谋长、中共中央调查部部长等职。李克农是中国人民解放军开国上将中，唯一一位没有带兵打仗历史的人，被称为中共的“特務之王”。

## 生平

### 早年生涯
1910年起先后就读于芜湖安徽公学、圣雅阁书院（教会学校）。1918年，与蒋光慈、李宗邺、钱杏邨等在安徽省立第五中学组织无政府主义团体“安社”。1919年任安庆《国民日报》副刊编辑，后曾在安徽省政府、六安县政府供职。

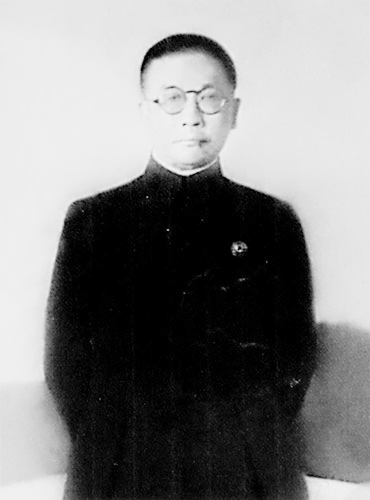
李克农在上海

1925年，李克农在芜湖参与创办民生中学，1926年冬加入中国共产党。1927年3月，任国民党芜湖县党部宣传部部长，开展地方群众工作。国共决裂后，辗转到上海，先后筹办中共组织领导的《铁甲车》报、《老百姓》报。
1929年冬，李克农化名进入上海无线电管理局，任广播新闻编辑，不久取得国民党中央组织部党务调查科科长兼上海无线电管理局局长徐恩曾信任，升任电务股股长，在中共中央特科领导下从事秘密情报工作。1931年4月，中共中央政治局候补委员顾顺章在武汉被捕后投降国民党，这一消息被钱壮飞获取。钱壮飞派其女婿将此事通知李克农，李克农再转报中央，使中共中央机关安全转移。
1931年冬，李克农到中央苏区后，任江西省苏维埃政府政治保卫分局执行部部长、中华苏维埃共和国临时中央政府政治保卫局执行部部长，曾被选为中华苏维埃共和国中央候补执行委员。1932年任中国工农红军第一方面军政治保卫局局长、红军工作部部长。1934年10月参加长征，负责进行敌情侦察和保卫中共中央机关安全的工作。李克农到陕北后，任中共中央联络局局长，专门负责对东北军工作。1936年春，李克农作为中共代表在洛川与张学良达成局部停战协定。西安事变发生后，任中共代表团秘书长。协助周恩来到西安开展国共谈判。1937年1月，李克农代表红军，在潼关与顾祝同进行停止内战的谈判，后在西安组织领导红军办事处。

### 抗日战争与第二次国共内战时期
抗日战争爆发后，先后任八路军驻上海、南京办事处处长、八路军总部秘书长、中共中央长江局秘书长。1938年5月，张国焘背叛中共，来到武汉，被李克农扣住，直到中共中央决定让张国焘自选去处。1938年11月，组建八路军驻桂林办事处，李克农任处长，开展统战工作。1941年1月皖南事变后，奉命撤回延安，任中共中央社会部副部长。1942年兼任中共中央情报部副部长，参与领导秘密情报组织的建设工作。
1946年1月，李克农到北平军事调处执行部任中共方面秘书长，负责中共代表团的党务行政和情报工作。第二次国共内战爆发后，1947年3月，任中共中央后方委员会委员，在叶剑英领导下开展情报工作。1947年6月，李克农和康生下令将王实味秘密处死。1948年，任中共中央社会部部长和中央保密委员会主任委员。李克农长期负责中共的情报工作，被称为中共的“特工之王”。

### 中华人民共和国成立后
中华人民共和国成立后，任中共中央情报委员会书记、中央情报部部长、外交部副部长，1950年12月，任中央军委总情报部部长。1949年年底到1950年年初，李克农领导破获了国民党特工密谋刺杀毛泽东的一起案件。1951年任中共中央保密委员会主任，7月，李克农任中共中央和中国政府的特派代表 ，赴朝鲜参加停战谈判，实际上是朝鲜停战谈判中方代表团的总指挥和最高负责人。
1953年1月，李克农任中国人民解放军副总参谋长。1954年4月，出席日内瓦会议，协助周恩来工作，并主持代表团的内外事务和联络工作。1955年6月，李克农兼任中共中央调查部部长，同年被授予上将军衔，获一级八一勋章、一级独立自由勋章和一级解放勋章。李克农是中共第八届中央委员，第三届全国政协常委。

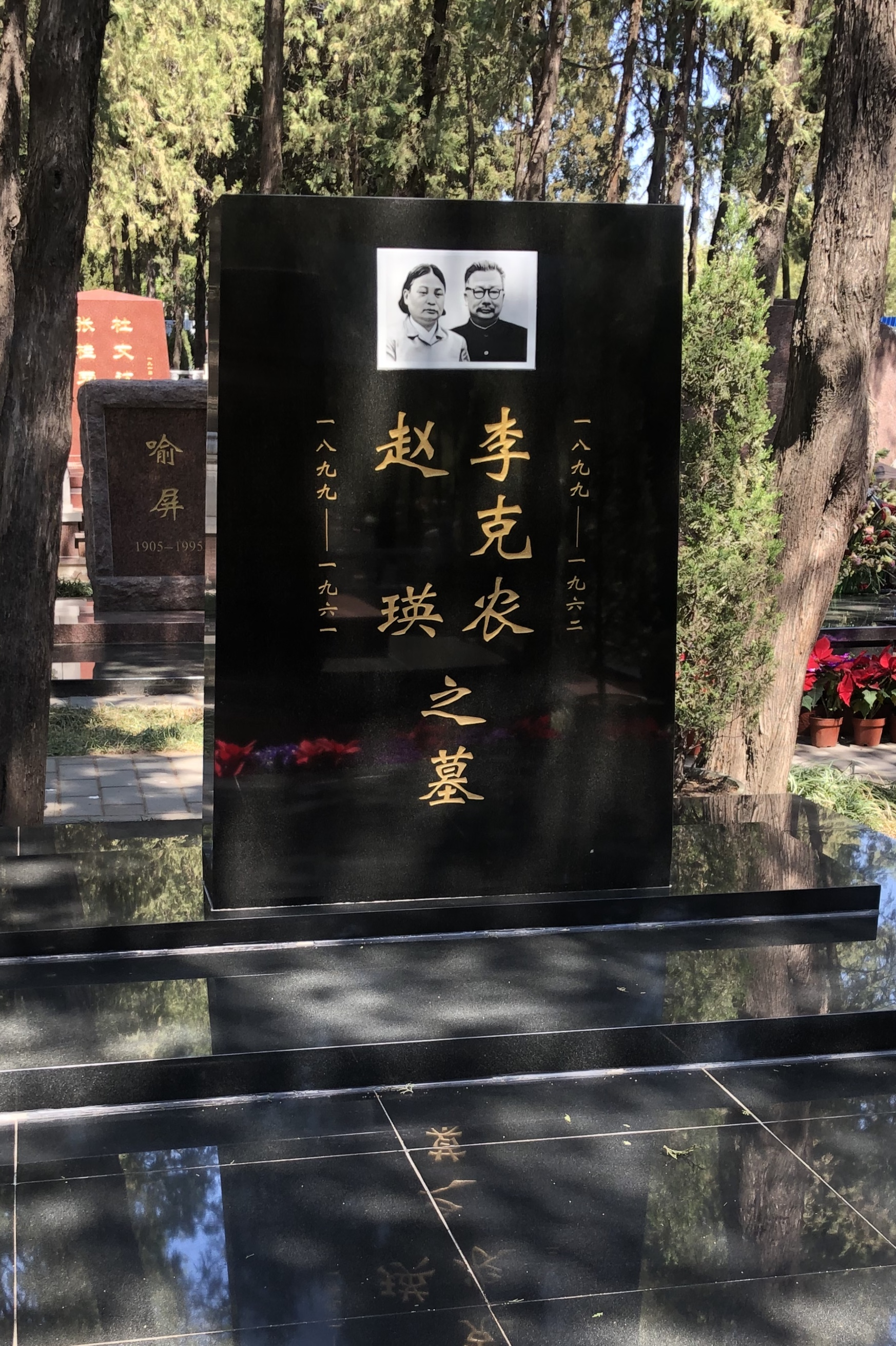
李克农与其妻赵瑛合葬墓，位于北京八宝山革命公墓内

1957年10月25日，李克农摔伤造成脑溢血。1962年，出席七千人大会，2月9日，因患脑软化在北京病逝。1989年9月14日，在李克农诞辰九十周年时，时任中华人民共和国主席的杨尚昆称李克农为“久经考验的无产阶级革命家，杰出的社会活动家、外交家，忠诚的共产主义战士”。

## 家庭

### 夫人
- 赵瑛，安徽巢县人，原名赵彩英，别名赵曼，1917年结婚，1961年去世，育有三子、二女

### 子女
- 李宁，长女，原中央党校教授、陕西省公安厅厅长，生于1918年
- 李冰，次女，中国医学科学院肿瘤医院原党委书记、副院长。生于1920年
- 李治，长子，原中办局级领导
- 李力，次子，原中央军委三局正师休干，总参通信部原副部长。生于1925年
- 李伦，三子，原总后勤部副部长、中将

### 孙辈
- 李凯城，1952年生，1969年入伍，曾任总参政治部政研室主任、总参政治部办公室副秘书长、师副政委等职，大校军衔，已退休，现百丈文化公司顾问。
- 李默芳，中国移动前总工程师。

## 其他
大陆发生过多次冒充李克农子女诈骗钱财案，被骗对象甚至包括原北京市委书记陈希同和首钢董事长周北方等高官。案情之曲折，匪夷所思。